# Emmanuel Ntim
Emmanuel Ntim (Kumasi, 12 marzo 1996) è un calciatore ghanese, difensore svincolato.

## Caratteristiche tecniche
È un terzino destro. Veloce nei movimenti ed è un maestro nel fermare l'avanzamento degli avverarsi tramite la tecnica della falciata.

## Carriera

### Club
Cresciuto nella Right to Dream Academy, nel 2014 viene acquistato dal Valenciennes. Dopo una stagione fra le riserve fa il suo esordio da professionista il 27 novembre 2015 nel corso del match perso 2-0 contro il Clermont Foot.
In seguito ha giocato nella seconda divisione francese anche con le maglie di Caen e Troyes.

### Nazionale
Nel 2015 è stato convocato dalla nazionale Under-20 ghanese per disputare i mondiali di categoria.

## Statistiche

### Presenze e reti nei club
Statistiche aggiornate al 10 febbraio 2025.
| Stagione            | Squadra             | Campionato          | Campionato | Campionato | Coppe nazionali | Coppe nazionali | Coppe nazionali | Coppe continentali | Coppe continentali | Coppe continentali | Altre coppe | Altre coppe | Altre coppe | Totale | Totale |
| Stagione            | Squadra             | Comp                | Pres       | Reti       | Comp            | Pres            | Reti            | Comp               | Pres               | Reti               | Comp        | Pres        | Reti        | Pres   | Reti   |
| ------------------- | ------------------- | ------------------- | ---------- | ---------- | --------------- | --------------- | --------------- | ------------------ | ------------------ | ------------------ | ----------- | ----------- | ----------- | ------ | ------ |
| 2015-2016           | Valenciennes        | L2                  | 12         | 0          | CF+CdL          | 0+0             | 0+0             | -                  | -                  | -                  | -           | -           | -           | 12     | 0      |
| 2016-2017           | Valenciennes        | L2                  | 19         | 0          | CF+CdL          | 1+0             | 1+0             | -                  | -                  | -                  | -           | -           | -           | 20     | 0      |
| 2017-2018           | Chambly             | N1                  | 3          | 0          | CF              | 1               | 0               | -                  | -                  | -                  | -           | -           | -           | 4      | 0      |
| 2018-gen. 2019      | Valenciennes        | L2                  | 0          | 0          | CF+CdL          | 1+0             | 0+0             | -                  | -                  | -                  | -           | -           | -           | 1      | 0      |
| feb.-giu. 2019      | Trélissac           | N2                  | 8          | 1          | CF              | -               | -               | -                  | -                  | -                  | -           | -           | -           | 8      | 1      |
| 2019-2020           | Valenciennes        | L2                  | 24         | 0          | CF+CdL          | 3+1             | 0+1             | -                  | -                  | -                  | -           | -           | -           | 28     | 1      |
| 2020-2021           | Valenciennes        | L2                  | 25         | 3          | CF              | 3               | 0               | -                  | -                  | -                  | -           | -           | -           | 28     | 3      |
| 2021-2022           | Valenciennes        | L2                  | 36         | 2          | CF              | 3               | 0               | -                  | -                  | -                  | -           | -           | -           | 39     | 2      |
| Totale Valenciennes | Totale Valenciennes | Totale Valenciennes | 116        | 5          |                 | 12              | 2               |                    | -                  | -                  |             | -           | -           | 128    | 7      |
| 2022-2023           | Caen                | L2                  | 23         | 2          | CF              | 0               | 0               | -                  | -                  | -                  | -           | -           | -           | 23     | 2      |
| 2023-gen. 2024      | Caen                | L2                  | 12         | 0          | CF              | 1               | 2               | -                  | -                  | -                  | -           | -           | -           | 13     | 2      |
| feb.-giu. 2024      | Troyes              | L2                  | 9          | 0          | CF              | -               | -               | -                  | -                  | -                  | -           | -           | -           | 9      | 0      |
| 2024-2025           | Caen                | L2                  | 6          | 0          | CF              | 2               | 0               | -                  | -                  | -                  | -           | -           | -           | 8      | 0      |
| Totale Caen         | Totale Caen         | Totale Caen         | 41         | 2          |                 | 3               | 2               |                    | -                  | -                  |             | -           | -           | 44     | 4      |
| Totale carriera     | Totale carriera     | Totale carriera     | 177        | 8          |                 | 16              | 4               |                    | -                  | -                  |             | -           | -           | 193    | 12     |